# Mesnil-Mauger
Mesnil-Mauger település Franciaországban, Seine-Maritime megyében. Lakosainak száma 244 fő (2022. január 1.). Mesnil-Mauger Beaubec-la-Rosière, Beaussault, Compainville, Nesle-Hodeng és Saint-Saire községekkel határos.

## Népesség
A település népességének változása:
| Lakosok száma | 245  | 249  | 252  | 247  | 246  | 245  | 244  | 245  | 244  |
|               | 2013 | 2015 | 2016 | 2017 | 2018 | 2019 | 2020 | 2021 | 2022 |